# Rasterschallebijter
De rasterschallebijter of grote loopkever (Carabus cancellatus) is een loopkever uit het geslacht schallebijters (Carabus). De kever komt voor in grote delen van Europa, waaronder België en Nederland.
De rasterschallebijter is een roofdier dat van andere ongewervelden leeft; af en toe worden ook plantendelen en aas gegeten. De kever bereikt een lengte van ongeveer 17 tot 32 millimeter.
De rasterschallebijter is niet de grootste soort die in de Lage Landen voorkomt; de verwante Carabus ulrichii wordt groter, tot 34 mm, en de lederschallebijter (Carabus coriaceus) wordt soms 40 mm..